# وليام نيلسون رنيون
وليام نيلسون رنيون (بالإنجليزية: William Nelson Runyon) (و. 1871 – 1931 م) هو محام، وقاض، وسياسي من الولايات المتحدة الأمريكية .
وهو عضو في الحزب الجمهوري .

## التعليم
تعلم في جامعة ييل.